# Velykoburlucký rajón
Velykoburlucký rajón (ukrajinsky Великобурлуцький район) byl rajón v Charkovské oblasti na Ukrajině. Hlavním městem byl Velykyj Burluk a rajón měl přibližně 22 tisíc obyvatel. 

## Sídla v rajónu
- Velykyj Burluk
- Prykolotne